# Campionato mondiale di calcio a 5 maschile 1985
Il secondo Campionato del mondo di futsal, disputato dal 17 ottobre al 27 ottobre 1985 in Spagna, fu la seconda edizione di un torneo per squadre nazionali di futsal organizzato dalla FIFUSA, organismo che amministrava tale sport in ambito mondiale.
Ai nastri di partenza della manifestazione si presentarono dodici formazioni divise in tre gironi da quattro squadre, il primo girone venne disputato a Barcellona, con l'esclusione di Brasile-Olanda disputata ad Elche, mentre gli altri due gironi, compreso quello dei padroni di casa della Spagna, furono giocati a Madrid. Nella seconda fase i due gironcini all'italiana di tre squadre ciascuno determinarono le due finaliste, ovvero i campioni uscenti ed i padroni di casa, che si disputarono la finale a Madrid, dove i brasiliani ebbero la meglio per 3-1.
Il torneo è segnato dall'affermazione di un Brasile che nell'arco delle sei gare disputate subisce solo tre reti, mettendone a segno la bellezza di 48, la squadra sempre capitanata dal portiere José Roberto Coelho Santana, detto Beto, e diretta in panchina da César Vieira vinse quindi con pieno merito il mondiale anche in virtù del fatto che gli incroci determinarono nella seconda fase un girone di ferro per i verdeoro, assieme ai vicecampioni del mondo uscenti del Paraguay ed ai terzi classificati dell'Uruguay.
La Spagna, che inaugurò il mondiale il 17 ottobre battendo nettamente l'Australia fu l'eccezione europea in un gioco ancora fortemente dominato dai sudamericani nonostante le formazioni invitate fossero molto equilibrate: 4 europee, 4 sudamericane, 2 nord-centroamericane, Giappone ed Australia. Nonostante questo oltre al Brasile, Paraguay e Argentina fecero la finale per il 3º e 4º posto, mentre l'Uruguay giunse 5°.

## Girone A
|             | Risult. |             | Città e data          |
| ----------- | ------- | ----------- | --------------------- |
| Paesi Bassi | 0 - 2   | Giappone    | Barcellona 18 ottobre |
| Brasile     | 11 - 0  | Argentina   | Barcellona 18 ottobre |
| Argentina   | 7 - 1   | Giappone    | Barcellona 19 ottobre |
| Brasile     | 16 - 1  | Paesi Bassi | Elche 19 ottobre      |
| Argentina   | 7 - 1   | Paesi Bassi | Barcellona 20 ottobre |
| Brasile     | 15 - 1  | Giappone    | Barcellona 20 ottobre |

| Classifica finale | Pt | G | V | N | P | GF | GS | DR  |
| ----------------- | -- | - | - | - | - | -- | -- | --- |
| Brasile           | 6  | 3 | 3 | 0 | 0 | 42 | 2  | +40 |
| Argentina         | 4  | 3 | 2 | 0 | 1 | 14 | 13 | +1  |
| Giappone          | 2  | 3 | 1 | 0 | 2 | 4  | 22 | -18 |
| Paesi Bassi       | 0  | 3 | 0 | 0 | 3 | 2  | 25 | -23 |

## Girone B
|           | Risult. |           | Città e data      |
| --------- | ------- | --------- | ----------------- |
| Spagna    | 11 - 0  | Australia | Madrid 17 ottobre |
| Uruguay   | 3 - 0   | Canada    | Madrid 18 ottobre |
| Spagna    | 9 - 1   | Canada    | Madrid 19 ottobre |
| Uruguay   | 3 - 0   | Australia | Madrid 19 ottobre |
| Spagna    | 5 - 1   | Uruguay   | Madrid 20 ottobre |
| Australia | 6 - 1   | Canada    | Madrid 20 ottobre |

| Classifica finale | Pt | G | V | N | P | GF | GS | DR  |
| ----------------- | -- | - | - | - | - | -- | -- | --- |
| Spagna            | 6  | 3 | 3 | 0 | 0 | 25 | 2  | +23 |
| Uruguay           | 4  | 3 | 2 | 0 | 1 | 7  | 5  | +2  |
| Australia         | 2  | 3 | 1 | 0 | 2 | 6  | 15 | -9  |
| Canada            | 0  | 3 | 0 | 0 | 3 | 2  | 18 | -16 |

## Girone C
|            | Risult. |                | Città e data      |
| ---------- | ------- | -------------- | ----------------- |
| Portogallo | 2 - 7   | Cecoslovacchia | Madrid 18 ottobre |
| Paraguay   | 6 - 0   | Costa Rica     | Madrid 18 ottobre |
| Paraguay   | 7 - 5   | Portogallo     | Madrid 19 ottobre |
| Costa Rica | 2 - 4   | Cecoslovacchia | Madrid 19 ottobre |
| Paraguay   | 7 - 1   | Cecoslovacchia | Madrid 20 ottobre |
| Portogallo | 3 - 1   | Costa Rica     | Madrid 20 ottobre |

| Classifica finale | Pt | G | V | N | P | GF | GS | DR  |
| ----------------- | -- | - | - | - | - | -- | -- | --- |
| Paraguay          | 6  | 3 | 3 | 0 | 0 | 20 | 6  | +14 |
| Cecoslovacchia    | 4  | 3 | 2 | 0 | 1 | 12 | 11 | +1  |
| Portogallo        | 2  | 3 | 1 | 0 | 2 | 10 | 15 | -5  |
| Costa Rica        | 0  | 3 | 0 | 0 | 3 | 3  | 13 | -10 |

## Seconda Fase

### Girone 1
|           | Risult. |                | Città e data      |
| --------- | ------- | -------------- | ----------------- |
| Spagna    | 3 - 1   | Argentina      | Madrid 23 ottobre |
| Argentina | 5 - 3   | Cecoslovacchia | Madrid 24 ottobre |
| Spagna    | 5 - 2   | Cecoslovacchia | Madrid 25 ottobre |

| Classifica finale | Pt | G | V | N | P | GF | GS | DR |
| ----------------- | -- | - | - | - | - | -- | -- | -- |
| Spagna            | 4  | 2 | 2 | 0 | 0 | 8  | 3  | +5 |
| Argentina         | 2  | 2 | 1 | 0 | 1 | 6  | 6  | 0  |
| Cecoslovacchia    | 0  | 2 | 0 | 0 | 2 | 5  | 10 | -5 |

### Girone 2
|          | Risult. |          | Città e data          |
| -------- | ------- | -------- | --------------------- |
| Brasile  | 2 - 0   | Uruguay  | Barcellona 23 ottobre |
| Paraguay | 5 - 2   | Uruguay  | Barcellona 24 ottobre |
| Brasile  | 1 - 0   | Paraguay | Barcellona 25 ottobre |

| Classifica finale | Pt | G | V | N | P | GF | GS | DR |
| ----------------- | -- | - | - | - | - | -- | -- | -- |
| Brasile           | 4  | 2 | 2 | 0 | 0 | 3  | 0  | +3 |
| Paraguay          | 2  | 2 | 1 | 0 | 1 | 5  | 3  | +2 |
| Uruguay           | 0  | 2 | 0 | 0 | 2 | 2  | 7  | -5 |

## Finale 3º-4º posto
|          | Risult. |           | Città e data      |
| -------- | ------- | --------- | ----------------- |
| Paraguay | 10 - 3  | Argentina | Madrid 26 ottobre |

## Finale
| | Risult. |                                                                                                | Città e data      |
| --- | ------- | ---------------------------------------------------------------------------------------------- | ----------------- |
| Brasile 1 - Barata, 5 - Valmir, 7 - Carlos Eduardo, 12 - Jackson, 13 - Douglas Allenatore: César Vieira Lima | 3 - 1   | Spagna 1 - Tono, 5 - Guilhermo, 9 - Laguna, 10- Lorens, 12 - Augustin Allenatore: Juan Montero | Madrid 27 ottobre |